# Yao Yilin
Yao Yilin (chiń. 姚依林; pinyin Yáo Yīlín; ur. 6 września 1917 w Hongkongu, zm. 11 grudnia 1994 w Pekinie) – chiński polityk komunistyczny i działacz państwowy.

## Życiorys
Pochodził z bogatej rodziny, osierocony w dzieciństwie przez ojca był wychowywany przez matkę. Ukończył studia chemiczne na Uniwersytecie Tsinghua w Pekinie. Podczas studiów związał się z ruchem lewicowym, w 1935 roku wstąpił do Komunistycznej Partii Chin. Działał w ruchu studenckim w Pekinie i Tianjinie, organizując demonstracje przeciwko dyktaturze Czang Kaj-szeka. Uczestnik wojny chińsko japońskiej (1937–1945), prowadził walkę partyzancką na terenie prowincji Hebei.
Od 1949 roku do 1955 roku piastował urząd wiceministra handlu, negocjował umowy gospodarcze ze Związkiem Radzieckim. W 1958 roku został członkiem Biura Finansów i Handlu przy Radzie Państwa, a w 1960 roku ministrem handlu. W czasie rewolucji kulturalnej poddany krytyce i potępiony jako członek „kliki Peng Zhena”. W 1973 roku wrócił do działalności politycznej, w 1977 roku został członkiem Komitetu Centralnego KPCh. W 1980 roku objął funkcję szefa Państwowej Komisji Planowania, a w 1985 roku został wybrany członkiem Stałego Biura Komitetu Politycznego KPCh. 
W latach 1979–1993 był wicepremierem Chińskiej Republiki Ludowej, od 1988 roku w randze pierwszego wicepremiera. Zaliczony do grona partyjnych konserwatystów, sprzeciwiał się reformom wolnorynkowym firmowanym przez Deng Xiaopinga. Był zwolennikiem zacieśnienia współpracy z ZSRR i w 1985 roku podpisał chińsko-radziecką umowę handlową. W trakcie wydarzeń na placu Tian’anmen w 1989 roku należał do grupy twardogłowych działaczy skupionych wokół premiera Li Penga, domagających się użycia siły wobec protestujących. 
Został pochowany wśród zasłużonych działaczy komunistycznych na pekińskim cmentarzu Babaoshan.